# Цветелина Бориславова
Цветелина (Цветанка) Бориславова Карагьозова е български предприемач, основен акционер и председател на Надзорния съвет на „Българско-американска кредитна банка“ АД от 2011 г.

## Биография
Цветелина Бориславова Карагьозова е родена на 27 септември 1958 г. в София. Нейният баща Борислав Карагьозов е служител на ПГУ-ДС и работи като техническо лице в български посолства. Нейната майка Веселина Карагьозова е акционерка в „Кемисол“ АД, Стара Загора – дружество, търгуващо с химически продукти.

### Ранни години
До 18-годишната си възраст Цветелина живее с родителите си в чужбина: в САЩ, Индонезия, Румъния и Испания. Завършва руска гимназия в Букурещ. В Румъния започва да следва философия, но след една година прекъсва поради завръщането на семейството ѝ в България. В София продължава следването си в Софийския държавен университет и завършва философия, английска и испанска филология (с дипломиране в Мадрид). По същото време следва и в УНСС, специалност „Международни икономически отношения“. Като студентка започва работа в международния отдел на СУ. Владее английски, испански, румънски, руски език.
След завършването на образованието си известно време работи във външнотърговско дружество „Инко“. После отговаря за Балканите в европейската фирма СПЕА - една от първите в света компании за производство на тестово оборудване за електроника. Впоследствие работи в стопанско обединение „Гъвкави автоматизирани производствени системи“ (ГАПС). През 1989 напуска ГАПС и започва частен бизнес.

### Бизнес
Цветелина Бориславова навлиза активно в бизнеса през 1992 г., когато с Бойко Борисов стават съсобственици на фирма „ИПОН-2“ ООД. Участва в разни фирми и стопански организации, между които:
- CSIF, „Консорциум каучукова индустрия“ АД, София – член на Съвета на директорите;
- „Ай Ти Пи – България“ ЕООД – собственик и управител;
- „Интерпрайм тобако“ ООД – съдружник и управител;
- „ИПОН-2“ ООД – съсобственик (1992);
- „Сириус-2“ ООД – съсобственик (1992);
- „Цебра“ ООД – съдружник (1994);
- „Прахайм“ ООД, Червен бряг – съуправител (1996);
- „Химтекс“ АД – член на Съвета на директорите (1997).

На 27 март 1997 г. неизвестни лица взривяват джипа Опел Фронтера на Бориславова, паркиран пред офиса ѝ на улица Раковски 188 в София. Метални парчета се забиват в лицето и тялото ѝ. Тя е тежко ранена и обезобразена. Цветелина претърпява пластични операции, които ѝ връщат предишния външен вид. Предполагаем мотив е бизнесът на Бориславова. 
През 2005 г. Бориславова основава инвестиционното дружество „Си Ес Ай Еф“ (CSIF - Clever Synergies Investment Fund), в което притежава 99%, а останалите са на фондацията ѝ „Credo Bonum“, създадена през 2006 г. като асоциация с нестопанска цел.
През юли 2006 г. Цветелина Бориславова става почетен консул на Република Исландия в България. Тя е член на Управителния съвет на „Oxford Club“ – САЩ, координатор на Сдружение „Глобална България“ и председател на Надзорния съвет на „Стопанска и инвестиционна банка“ АД.
В началото на 2009 г. Цветелина Бориславова продава част от дела си в СИБанк на „Novator Finance Bulgaria“ - Люксембург, собственост на исландския милиардер Тор Бьорголфсон (Thor Bjorgolfsson), като запазва 22% участие и остава председател на Надзорния съвет на банката.
Инвестира в българските зимни курорти. Споделя, че е „привърженик на езотеричния, духовния подход към парите, усетени през призмата на личното израстване, защото не можем да използваме като възможност за лично израстване нещо, което не сме придобили със собствени усилия и не се отнасяме към него с грижа и любов“. Според различни източници имуществото ѝ възлиза на стойност между 155 и малко над 300 млн. лв. В края на 2010 г. Бориславова продава останалите си акции в СИБанк, които са 16% от капитала на банката.
През 2011 година става основен акционер и председател на Надзорния съвет на Българо-американската кредитна банка.

## Семейство
Цветелина Бориславова е разведена. Има 2 дъщери – Ралица и Веселина, от разтрогнат брак със Стефан Абаджиев – син на бившия кандидат-член на Политбюро на ЦК на БКП и бивш посланик в Румъния Иван Абаджиев.
От 1988 г. до 2009 година Бориславова води съвместно съжителство с Бойко Борисов.